# Napi (Setomaa)
Napi is een plaats in de Estlandse gemeente Setomaa, provincie Võrumaa. De plaats heeft de status van dorp (Estisch: küla) en telt 7 inwoners (2021).
Tot in oktober 2017 lag de plaats in de gemeente Misso. In die maand werd Misso opgedeeld tussen de gemeenten Setomaa en Rõuge.
Op het grondgebied van Napi komt de Europese weg 263 uit op de Europese weg 77, hoewel in overzichten van het E-routenetwerk doorgaans Luhamaa wordt genoemd als plaats van de T-splitsing.
Bij Napi staat een grove den met een omtrek van 3,1 m en een hoogte van 15 m. De den staat bekend onder verschillende namen: Napimäe pettai, Napimäe mänd, Sapimäe pettai en Sapi mänd, en werd al genoemd in een document uit 1885.

## Geschiedenis
Napi hoorde tot maart 1919 bij Rusland. De plaats werd voor het eerst genoemd in 1867 onder de Russische naam Напикова (Napikova). Vanaf het eind van de 18e eeuw viel de plaats onder het gouvernement Pskov. In maart 1919 werd de regio rond de stad Petsjory (Estisch: Petseri), waar Napi onder viel, door Estische troepen veroverd. Het veroverde gebied werd de Estische provincie Petserimaa. Napi maakte deel uit van een nulk, een regio waar de taal Seto werd gesproken, de nulk Luhamaa. Luhamaa viel onder de gemeente Pankjavitsa. In 1922 verhuisde de regio Luhamaa van de gemeente Pankjavitsa in Petserimaa naar de gemeente Misso in Võrumaa. Daardoor bleef de plaats Estisch toen Petserimaa in 1945 onder de Sovjetbezetting bij het Russische oblast Pskov werd gevoegd.
Tussen 1977 en 1997 hoorde Napi bij het buurdorp Tiilige.